# العلاقات الجنوب سودانية الميانمارية
العلاقات الجنوب سودانية الميانمارية هي العلاقات الثنائية التي تجمع بين جنوب السودان وميانمار.

## مقارنة بين البلدين
هذه مقارنة عامة ومرجعية للدولتين:
| وجه المقارنة                                              | جنوب السودان                  | ميانمار          |
| --------------------------------------------------------- | ----------------------------- | ---------------- |
| المساحة (كم2)                                             | 619.75 ألف                    | 676.58 ألف       |
| عدد السكان (نسمة)                                         | 12.58 مليون                   | 53.37 مليون      |
| الكثافة السكانية (ن./كم²)                                 | 20.3                          | 78.88            |
| العاصمة                                                   | جوبا                          | نايبيداو، يانغون |
| اللغة الرسمية                                             | لغة إنجليزية                  | اللغة البورمية   |
| العملة                                                    | جنيه جنوب سوداني، جنيه سوداني | كيات ميانماري    |
| الناتج المحلي الإجمالي (بليون دولار)                      | 2.90 مليار                    | 69.32 مليار      |
| الناتج المحلي الإجمالي (تعادل القوة الشرائية) بليون دولار | 22.88 مليار                   | 282.95 مليار     |
| الناتج المحلي الإجمالي الاسمي للفرد دولار أمريكي          | 73                            | 1.16 ألف         |
| الناتج المحلي الإجمالي للفرد دولار أمريكي                 | 2.02 ألف                      |                  |
| مؤشر التنمية البشرية                                      | 0.467                         | 0.536            |
| رمز المكالمات الدولي                                      | +211                          | +95              |
| رمز الإنترنت                                              | .ss                           | .mm              |
| المنطقة الزمنية                                           | ت ع م+03:00                   | ت ع م+06:30      |

## منظمات دولية مشتركة
يشترك البلدان في عضوية مجموعة من المنظمات الدولية، منها:
| علم المنظمة | اسم المنظمة                        | تاريخ انضمام جنوب السودان | تاريخ انضمام ميانمار |
| ----------- | ---------------------------------- | ------------------------- | -------------------- |
|             | مؤسسة التنمية الدولية              | 18 أبريل 2012             | 5 نوفمبر 1962        |
|             | مؤسسة التمويل الدولية              | 18 أبريل 2012             | 3 ديسمبر 1956        |
|             | الأمم المتحدة                      | 14 يوليو 2011             | 19 أبريل 1948        |
|             | الاتحاد الدولي للاتصالات           | 3 أكتوبر 2011             | 15 سبتمبر 1937       |
|             | منظمة الشرطة الجنائية الدولية      | ?                         | ?                    |
|             | البنك الدولي للإنشاء والتعمير      | 18 أبريل 2012             | 3 يناير 1952         |
|             | الاتحاد البريدي العالمي            | ?                         | ?                    |
|             | وكالة ضمان الاستثمار متعدد الأطراف | 18 أبريل 2012             | 16 ديسمبر 2013       |
|             | يونسكو                             | 27 أكتوبر 2011            | 27 يونيو 1949        |

## وصلات خارجية
- موقع وزارة الخارجية الجنوب سودانية
- موقع وزارة الخارجية الميانمارية